# Raquel García-Tomás
Raquel García-Tomás (Barcelona, 1984) es una compositora española especializada en creación multidisciplinar y colaborativa. En 2020, fue reconocida con el Premio Nacional de Música, modalidad de Composición, que concede anualmente el Ministerio de Cultura y Deporte de España. Con la obra Alexina B., se convirtió en la segunda compositora en estrenar una ópera en el Gran Teatro del Liceu y la primera del siglo XXI. 

## Carrera musical
Estudió la especialidad de composición musical en la Escuela Superior de Música de Cataluña, Esmuc y se doctoró en el Royal College of Music de Londres, ciudad en la que vivió durante seis años. Ha realizado creaciones conjuntas con el English National Ballet, la Royal Academy of Arts o el Dresdener Musikfestspiele. Ha colaborado como compositora y videocreadora con el director de escena berlinés Matthias Rebstock en la creación de Büro für postidentisches Leben, estrenada en el Festival Grec y en la Neuköllner Oper Berlin. Fue compositora invitada del ciclo de música contemporánea Sampler Series del Auditorio de Barcelona la temporada 2015-2016, con la obra Blind Contours no. 1, interpretada por Oslo Sinfonietta. Otras formaciones de las que ha recibido encargos o con las que ha colaborado son, entre otras, Phace Ensemble, Ensemble Contemporáneo Orquesta de Cadaqués, Orquesta Sinfónica de Madrid, Càmera Musicae, Experimental Funktion, CrossingLines Ensemble, Ensemble Sonido Extremo, Cosmos Quartet, Barcelona Clarinet Players, Barcelona Reed Quintet, BCN 216 y PluralEnsemble.
Su música se ha interpretado en el Auditorio de Barcelona, el Palau de la Música Catalana, el Teatre Lliure, el Teatro Nacional de Cataluña, el Palau de la Música (Valencia), el Auditorio de Zaragoza, el Teatro Español, los Teatros del Canal, La Casa Encendida o el Auditorio 400 del Museo Nacional Centro de Arte Reina Sofía. También se ha podido escuchar su música en diversas ciudades, sobre todo europeas, pero también en El Cairo, Rosario o Buenos Aires.
Colaboró en la creación de la ópera de cámara Dido reloaded junto a Xavier Bonfill, Joan Magrané y Octavi Rumbau, producida por Ópera de Bolsillo y Nueva Creación, con dramaturgia de Cristina Cordero y dirección escénica de Jordi Pérez Solé, que se estrenó en octubre de 2013 en la Real Academia de Medicina de Barcelona y en la sala Berlanga de Madrid. Tras el estreno, el mismo equipo continuó el proyecto con la obra Go, Aeneas, Go! que se estrenó en mayo de 2014 en la Russisches Haus der Wissenschaft und Kultur de Berlín tras haber obtenido el primer premio del Berliner Opernpreis 14 organizado por la Neuköllner Oper y GASAG para apoyar a creadores emergentes.
En 2015, García -Tomás y Magrané crearon la ópera ambientada en Barcelona, disPLACE, que se representó en el Festival MusikTheaterTage Wien, en el Centro Santa Mónica de Barcelona y en los Teatros del Canal de Madrid en coproducción con el Teatro Real.
El 14 de febrero de 2018, el Teatro Nacional de Cataluña, estrenó Balena blava, con música de García-Tomàs y texto de Victoria Szpunberg, obra de veinte minutos de duración inspirada en La consagración de la primavera, de Ígor Stravinski. El evento contó con la participación del alumnado de la Escuela Superior de Música de Cataluña (ESMUC) y de la actriz Marta Angelat. Ese mismo año, se estrenó en el Teatro Real de Madrid, el Teatro Español y el Teatre Lliure de Barcelona la ópera bufa creada junto a Helena Tornero (libreto) y Marta Pazos (escenografía), Je suis narcissiste.
Durante la temporada 2019-2020, fue compositora residente en Residencias Musicales de la Fundació Catalunya-La Pedrera. El 13 de mayo de 2022 estrenó en L'Auditori una obra sinfónico coral, Suite of Myself, basada musicalmente en la Pasión según San Juan de Bach y literariamente en poemas de Walt Whitman.
El 18 de marzo de 2023, García-Tomás estrenó en el Gran Teatro del Liceu la ópera Alexina B., para cuya creación, junto a la libretista Irène Gayraud y la directora de escena Marta Pazos, había recibido, a principios de octubre de 2020, una Beca Leonardo de la Fundación BBVA. La ópera está inspirada en las memorias de Herculine Barbin, también conocida como Alexina B., una persona intersexual que vivió en Francia en el siglo XIX. Con el estreno de Alexina B. García-Tomás se convirtió en la primera compositora que estrenó una ópera en el Liceu en el siglo XXI y la segunda en la historia de ese teatro tras Matilde Salvador, que había estrenado Vinatea, en 1974.

## Reconocimientos
- 2017. Fue reconocida con el premio El Ojo Crítico de Radio Nacional de España, RNE de Música Clásica, según destacó el jurado por la originalidad de sus planteamientos y el uso y combinación del lenguaje compositivo.[16]
- 2019. En septiembre, la ópera bufa Je suis narcissiste, una producción de Òpera de Butxaca i Nova Creació, Teatre Lliure, Teatro Español y Teatro Real, ganó el Premio Interdisciplina, de los primeros Premios Alícia con los que la Acadèmia Catalana de la Música pretende proyectar y promocionar de manera transversal los valores artísticos, culturales, sociales y educativos de la música.[17]
- 2020. Je suis narcissiste fue finalista de la categoría de Mejor espectáculo musical o lírico en la XXIII edición de los Premios Max de las artes escénicas. En los mismos Premios, García-Tomás fue finalista de la categoría Mejor Composición musical para espectáculo escénico y Pier Paolo Álvaro fue también finalista de la categoría Mejor diseño de vestuario por la misma ópera.[18]
- 2020. En febrero, se publicó el listado de finalistas de los International Opera Awards en el que estaba incluido en la categoría Mejor Estreno Absoluto el de Je suis narcissiste en el Teatro Real (Madrid). Estos premios que creó en 2012 la revista británica Opera con el objetivo de galardonar anualmente a los mejores en el mundo de la lírica son consideraros los Oscar del mundo de la ópera. La publicación de los ganadores, que estaba programada para el 4 de mayo, se pospuso al 21 de septiembre, fecha en la que se volvió a posponer por la Pandemia de COVID-19.[19][20]

- 2020. El 14 de octubre, fue propuesta la concesión a García-Tomás del Premio Nacional de Música, que otorga anualmente el Ministerio de Cultura y Deporte, en la modalidad de Composición.[21] El premio, a causa de la pandemia de covid-19, no le fue entregado hasta el 12 de julio de 2022, en un acto presidido por los Reyes de España en el Claustro del Museo del Prado en el que se entregaron los galardones a todos los premiados.